# Saint-Lin-Laurentides
Saint-Lin-Laurentides è un comune del Canada, situato nella provincia del Québec, nella regione di Lanaudière.